# اولان (بلژیک)
شهر اولان (به فرانسوی: Olen) در شهرستان تورنو در استان آنتوئر در منطقه فلاندری در کشور بلژیک واقع شده‌است.